# Ларсон, Франц Август
Франц Август Ларсон (швед. Frans August Larson; 2 апреля 1870 — 19 декабря 1957) — шведский протестантский миссионер в Монголии, коммерсант, дипломат.

## Биография

### Детство и юность
Ларсон был одиннадцатым ребёнком в семье. Его родители были бедными арендаторами в поместье Хелльбю в лене Вестманланд. Отец умер, когда ему было три года, мать — когда исполнилось девять. Ларсон стал подсобным рабочим у других арендаторов поместья. Работал садовником, скотником и конюшенным; любовь к лошадям сохранилась у него на всю оставшуюся жизнь.
В 1887 году Ларсон хотел эмигрировать в Бразилию, но сестра Эдла уговорила его дождаться совершеннолетия, а пока поработать в кузнечной лавке. Когда через два года он в Стокгольме навестил Эдлу, вышедшую замуж за генерального подрядчика, тот решил, что Ларсону следовало бы стать архитектором, и он начал работать у него плотником, чтобы подготовиться к архитектурному образованию в Стокгольме.
В течение этого периода Ларсон благодаря сестре заинтересовался миссионерской деятельностью. Он поступил в миссионерскую школу в Эскильстуне и в конце концов предпочёл сотрудничество в Американском миссионерском обществе, действовавшем в Монголии и Китае, архитектурному образованию. Перед отправкой в Азию Ларсон прошёл шестинедельный подготовительный курс в Англии.

### Первая миссия в Монголию
Ларсон был первым миссионером Христианско-миссионерского альянса в Монголии. В 1893 году, в возрасте 23 лет, по морю прибыл в Тяньцзинь, оттуда, большей частью пешком — в Пекин и Баотоу.
Ларсон был достаточно способным к обучению языку. Когда он прибыл в Ордос, местный князь выделил ему учителя монгольского языка. Как только Ларсон начал объясняться самостоятельно более-менее сносно, он отправился на север, и через месяц прибыл в столицу Халхи — Ургу. Пробыв там около года, вернулся во Внутреннюю Монголию и поселился в Калгане. В 1897 году женился на американской миссионерке Мэри Роджерс из нью-йоркского Олбани. Пользуясь тем, что Калган находился на перекрёстке караванной торговли, Ларсон встречался со многими посещавшими регион европейцами и американцами, например со шведским исследователем Свеном Гедином и Гербертом Гувером, американским инженером на строительстве железной дороги из Пекина до халхаской границы.
Из-за разразившегося в 1900 году в Китае Боксёрского восстания Ларсон, вместе с женой, двумя дочерьми и ещё двадцатью шведскими и американскими миссионерами, был вынужден бежать в Российскую империю, забрав вьючных животных выделенных ему британским консулом в Пекине. Практически всё имущество, накопленное им в Калгане, в том числе многолетняя работа по созданию шведско-английско-монгольского словаря, было уничтожено. Работая переводчиком на золотом прииске в Кяхте, Ларсон скопил достаточно денег и через несколько месяцев по Транссибирской ЖД добрался до Великого княжества Финляндского, оттуда переехал в Швецию и затем, через Атлантику — в США, в Олбани.

### Вторая миссия в Монголию
Через год Ларсон вновь вернулся в Кяхту и стал переводчиком у шведских инженеров Оливекроны и Лагерхольма, работавших на строительстве железной дороги на Пекин через Ургу. Однако, когда проект был свёрнут, он обратился в Британское миссионерское общество, предлагавшее ему стать их представителем в Монголии. В 1902 году Ларсон с женой выехал в Калган с четырьмя монгольскими сопровождающими и десятью верблюдами, гружёными библиями, которые они попутно раздавали монголам.
В течение 12 лет деятельности по распространению Библий в Монголии Ларсон завязал знакомства со многими представителями монгольской элиты, в том числе с князем Ханддоржем и главой МИДа Цэрэндоржем, а также и с самим Богдо-гэгэном VIII, которому помог достать автомобиль «Форд» модели «Т». Богдо-хан пожаловал Ларсона княжеским титулом (монг.  гүн) и орденом Драгоценного жезла; и оставался его другом вплоть до своей смерти в 1924 году. После Синьхайской революции 1911 года Президент Китайской Республики Юань Шикай назначил его собственным советником по монгольским делам и искал его посредничества для заключения соглашения с объявившей независимость Монголией и прекращения разразившейся войны на внутреннемонгольском пограничье, однако усилия Ларсона в этом направлении успеха не принесли. Это вынудило Ларсона отказаться от должности после двух лет службы, однако он всё же был награждён 36 тыс. китайских долларов, что было примерно эквивалентно его окладу за три года.
Оставив Ургу, Ларсон вернулся в Калган, где основал конный завод, поставлявших лошадей на скачки в Пекин, Шанхай и Тяньцзинь; в 1917 году стал совладельцем Датско-Американского торгового дома «Андерсон & Майер». В 1923 году он основал собственный бизнес, Ф. А. Ларсон и Ко, с представительствами в Калгане и Урге.

### Экспедиции
В течение времени, проведённого в Монголии, Ларсон несколько раз возглавлял научные экспедиции. Первая, планировавшаяся британским консулом в Пекине Кэмпбэллом и отложенная из-за Боксёрского восстания, состоялась в 1902 году. В 1923 году его нанял американский палеонтолог Р. Ч. Эндрюс, искавший останки динозавров в пустыне Гоби. В благодарность за труды Ларсон был произведён в почётные сотрудники нью-йоркского Американского музея естественной истории. В 1927 году состоялась совместная крупнейшая экспедиция Гедина и Ларсона, в ходе которой последний отвечал за логистику, выполняя такие задачи, как обеспечение экспедиции 300 верблюдами, 26 монгольскими палатками (монг. майхан), и за годичное снабжение 65 её членов.
В течение визита в Швецию в 1929 году Ларсон сделал крупнейшему шведскому промышленнику Ивару Крюгеру предложение по инвестициям в Китай. Крюгер дал принципиальное согласие, и Ларсон начал разработку проекта сети железных дорог, соединивших бы Нанкин, Урумчи и Новосибирск. Ларсону почти удалось добиться согласия китайского правительства, однако со смертью Крюгера в 1932 году от проекта пришлось отказаться.
Несколько лет спустя новый китайский президент Чан Кайши пытался через посредство Ларсона убедить Министерство иностранных дел Швеции прислать военных инструкторов для обучения пограничных с Монгольской Народной Республикой войск, однако шведский консул в Шанхае отверг это предложение, даже не отослав проект в Стокгольм.

### Последние годы жизни
C вторжением в Китай Японской империи в 1939 году Ларсон вновь лишился большей части своего имущества и отбыл в Калифорнию к жене, а затем в Швецию, где стал совладельцем норкового питомника. С началом Второй мировой войны невозможно стало содержать грузовики, необходимые в хозяйстве питомника, и Ларсон его продал, а затем вновь вернулся в США, в Алабаму, где жил один из его братьев. Там он приобрёл куриную ферму, но через три года решил всё же переехать в Калифорнию и перенёс дело туда. После смерти жены в 1950 году Ларсон продал дом и уехал на родину. Там же он, при содействии специализировавшейся по Востоку американской журналистки Норы Уолн написал мемуары «Ларсон, герцог Монгольский» (англ. «Larson, Duke of Mongolia»; вышли в Швеции под названием «Монголия и моя жизнь среди монголов»; швед. «Mongoliet och mitt liv bland mongolerna»). Через год уехал в Канаду, где поселился на о. Ванкувер и помогал наладить дела недавно иммигрировавшей шведской семье. Во время визита к дочери в Калифорнию Ларсон скончался в возрасте 87 лет. Похоронен на кладбище калифорнийского города Алтадина.